# Brother Officers
Brother Officers er en britisk stumfilm fra 1915 af Harold M. Shaw.

## Medvirkende
- Henry Ainley – John Hinds
- Lettice Fairfax – Baroness Honour Royden
- Gerald Ames – Lancelot Pleydell
- Charles Rock – Jim Stanton
- George Bellamy – Stapleton